# Advanced Level
Das Advanced Level (General Certificate of Education Advanced Level), meist abgekürzt als A-level, ist neben dem International Baccalaureate (IB) der höchste Abschluss des Schulsystems in England, Wales und Nordirland. In Schottland entspricht ihm das Advanced Higher Grade. Die 1951 eingeführten A-levels können in verschiedenen Fächern abgelegt werden. Viele Universitäten erwarten bestimmte Mindestnoten des A-levels. Der Abschluss ist dem deutschen Abitur bzw. der österreichischen und schweizerischen Matura vergleichbar.
Seit der Einführung des Curriculum 2000 im Jahr 2001 muss zur Erlangung eines A-levels im Verlauf von zwei Jahren ein aus sechs Modulen bestehender Kurs absolviert werden. Die ersten drei Module werden nach dem ersten Jahr bewertet und bilden einen eigenen Abschluss als AS-Level, die drei Module des zweiten Jahres werden als A2-Level bewertet. Das A-level erhält man, wenn man ein AS- und ein A2-Level im selben Fach absolviert hat. Es ist möglich, im zweiten Jahr auch die Kurse zu AS-Modulen zu wiederholen, wenn die Prüfungsergebnisse im ersten Jahr nicht den Erwartungen des Schülers entsprachen.
Englische Schüler belegen in den letzten beiden Schuljahren in der Regel drei bis vier Unterrichtsfächer, die frei gewählt werden können (es besteht kein Zwang wie in Deutschland, eine Fremdsprache oder eine Naturwissenschaft zu belegen). Der Abschluss dieser Fächer (die A-levels) befähigt dann im Allgemeinen auch nur zum Studium bestimmter Fachgebiete.
Die Beurteilung erfolgt nicht wie in Deutschland mit den Noten von 1 bis 6 (wobei 1 die beste Note ist), sondern von A bis E. Dabei wird ein A vergeben, wenn mindestens 80 % der maximal möglichen Punkte erreicht werden. Man besteht noch mit einem E, wofür man 40 % erreichen muss. Die schlechteste Note lautet unclassified. Eine kleine Tabelle zur Veranschaulichung:
| Note (Grade) | Bezeichnung   | Prozentsatz richtig | deutsche Bezeichnung  |
| A*           | Outstanding   | 90–100 %            | Hervorragend          |
| A            | Excellent     | 80–89 %             | Herausragend          |
| B            | Above average | 70–79 %             | Überdurchschnittlich  |
| C            | Average       | 60–69 %             | Durchschnittlich      |
| D            | Below average | 50–59 %             | Unterdurchschnittlich |
| E            | Poor          | 40–49 %             | Schwach               |
| U            | unclassified  | 0–39 %              | unklassifiziert       |

Ab den Prüfungen 2010 gibt es zusätzlich ein A*, für das 90 % benötigt werden. Die Einführung dieser „Supernote“ wurde als notwendig erachtet, weil in den letzten Jahren zu viele A erzielt wurden, was es schwierig machte, zwischen Spitzenkandidaten zu differenzieren. Diese Note wird nur bei A2 verliehen und für sie gelten die AS-Module nicht.
Auch das IB wird mittlerweile an zunehmend mehr Schulen in Großbritannien angeboten.